# Noordwestelijke economische regio
De Noordwestelijke economische regio (Russisch: Северо-Западный экономический район; [Severo-Zapadny ekonomitsjeski rajon]) is een van de twaalf economische regio's van Rusland. Qua oppervlakte is het iets kleiner dan Roemenië. Meer dan de helft van de bevolking woont in de stad Sint-Petersburg. Andere grote steden in het gebied zijn Veliki Novgorod en Pskov.

## Deelgebieden
- oblast Leningrad
- oblast Novgorod
- oblast Pskov
- Sint-Petersburg

## Economie
De economie is sterk gediversifiseerd, met als belangrijkste industriële sectoren machinebouw en metaalbewerking. Een van de grootste energielevernaciers is de kerncentrale Leningrad. Door haar energieoverschot wordt een gedeelte geëxporteerd naar Finland.

## Sociaal-economische indicatoren
Door haar ligging aan de Oostzee en de nabijheid van Finland is het gebied al sinds de 17e eeuw een "venster op het westen". De bevolking van de regio is over het geheel genomen ook positiever over de economische situatie en de levenverwachting ligt er hoger dan in de rest van Rusland. Sint-Petersburg trekt verder veel studenten aan.
Het netto-inkomen ligt een stuk onder het nationaal gemiddelde, wat voor een deel gecompenseerd wordt door het feit dat men hier relatief gezien vaker op tijd wordt betaald dan in de rest van Rusland.
Centraal · Centraal-Tsjernozjom · Noord · Noord-Kaukasus · Noordwest · Oeral · Oost-Siberië · Povolzje · Verre Oosten · West-Siberië · Wolga-Vjatka